# 鳳梨新梅花介
鳳梨新梅花介（学名：[Neocytheretta artoscarposa] 错误：{{Lang}}：文本有斜体标记（帮助））为新梅花介科新梅花介屬下的一个种。